# Imprimerie Hayez
L'imprimerie Hayez est une imprimerie belge dont le siège était établi à Bruxelles et dont la création date de 1783.

## Histoire
Le 10 septembre 1783, François Pion obtient une patente d'imprimeur-libraire. Avant sa mort, survenue le 3 novembre 1784, il avait transmis le fonds de son imprimerie à sa fille Marie-Thérèse Rectrude et à son gendre Frédéric-Maximilien Haÿez. Ce dernier imprime des ouvrages sous l'adresse de sa belle-mère, la veuve Pion, puis sous son propre nom à partir de 1784. Un des premiers ouvrages imprimé chez Haÿez est la réédition, en 1786 du livre "Coup-d’œil sur Belœil et sur une grande partie des jardins de l’Europe" de Charles-Joseph de Ligne.
L'imprimerie a été successivement dirigée par Frédéric-Maximilien Haÿez (1758-1809), Marcel Haÿez (1796-1869), Frédéric Haÿez (1845-1895), Marcel Haÿez (1887-1965), Frédéric (1940-2007) et Serge Haÿez (1943) et enfin Maximilien Haÿez (1966) jusqu'en 2014 ou elle a rejoint le groupe Artoos. Elle comptait alors 45 salariés et était installée à Molenbeek depuis 1970. Elle avait occupé précédemment des immeubles rue de Louvain, place Royale (à l'époque place de la Liberté) et rue de la Montagne à Bruxelles. 
Au printemps 2014, l'entreprise est reprise par l'imprimerie Artoos de Kampenhout pour former Artoos-Hayez et, en février 2016, le groupe reprend également IPM printing pour former un nouveau groupe de production en communication sous le nom d'Artoos Group.